# Стоєнешть (Прахова)
Стоєнешть, Стоєнешті (рум. Stoenești) — село у повіті Прахова в Румунії. Входить до складу комуни Арічештій-Рахтівань.
Село розташоване на відстані 55 км на північ від Бухареста, 11 км на захід від Плоєшті, 84 км на південь від Брашова.

## Населення
За даними перепису населення 2002 року у селі проживали 1410 осіб. Рідною мовою 1409 осіб (99,9%) назвали румунську.
Національний склад населення села:
| Національність | Кількість осіб | Відсоток |
| -------------- | -------------- | -------- |
| румуни         | 1402           | 99,4%    |
| цигани         | 6              | 0,4%     |